# Compétition sportive des sept universités nationales
| \| Hokkaidō Tōhoku Tokyo Nagoya Kyoto Osaka Kyūshū \| Localisation des clubs. |
| Hokkaidō Tōhoku Tokyo Nagoya Kyoto Osaka Kyūshū                               |

La Compétition sportive des sept universités nationales (国立七大学総合体育大会, kokuritsu nanadaigaku sōgō tai'iku taikai) est une compétition sportive annuel réunissant sept anciennes universités impériales du Japon.

## Histoire
Cette compétition est créée en 1962 par l'Université de Hokkaidō, sous le nom de Compétition sportive des sept universités nationales (全国七大学総合体育大会, kokuritsu nanadaigaku sōgō tai'iku taikai), et est organisé de manière tournante par chaque université depuis. Le nom de la compétition est changé en 2002 pour prendre son nom actuel.